# جوزيف فابيني
جوزيف فابيني (بالمجرية: Fabinyi József)‏ (31 مارس 1887 – 1949) هو سبّاح مجري راحل، مثّل بلاده في الألعاب الأولمبية الصيفية 1908.

## روابط خارجية
جوزيف فابيني على موقع أوليمبيديا (الإنجليزية)